# Danny Mwanga
Jean-Marie Daniel Mwanga (* 17. Juli 1991 in Kinshasa) ist ein US-amerikanisch-kongolesischer Fußballspieler. 

## Karriere

### Jugend und College
Mwanga stammt aus Zaire, der heutigen Demokratischen Republik Kongo. Sein Vater war ein Gegner des ehemaligen Diktators Mobutu Sese Seko und starb während des Bürgerkriegs 1997. Seine Mutter verließ ihn und seine Geschwister, die bei der Großmutter aufwuchsen, um in den USA ein neues Leben aufbauen zu können.
Mwanga startete seine Karriere 2005 noch in seiner Heimat DR Kongo, in der Provinz Katanga beim Gédéon FC, bevor er 2006 in die USA übersiedelte. Nach seiner Umzug in die USA besuchte er die Jefferson High School in Portland, Oregon und wurde Teil des Jefferson Democrats Soccer Teams. In den Ferien spielte er dann Vereinsfußball für den lokalen Klub Westside Metros Soccer Club. Von 2008 bis 2009 besuchte er die Oregon State University und spielte College-Soccer für die Oregon State Beavers. In seinem ersten Jahr erzielte er vier Tore in 11 Spielen und wurde als bester Nachwuchsspieler der Pacific-10 Conference ausgezeichnet. Im zweiten Jahr wurde er zum besten Spieler der Conference gewählt. Er erzielte 14 Tore in 18 Spielen.

### Profi
Im MLS SuperDraft 2010 wurde er als erster Pick in der ersten Runde von Philadelphia Union gedraftet. Er gab sein Debüt am ersten Spieltag der Major League Soccer 2010. Am 15. Mai 2010 erzielte er sein erstes Tor und sicherte damit ein Unentschieden gegen den FC Dallas. Er wurde am Ende der Saison für den MLS Rookie of the Year Award nominiert. 

### Nationalmannschaft
Am 24. Juni 2013 erhielt er die US-amerikanische Staatsbürgerschaft. Daraufhin äußerte er die Absicht für die Fußballnationalmannschaft der Vereinigten Staaten spielen zu wollen.